# سرگئی لوپاتین
سرگئی لوپاتین (روسی: Сергей Евгеньевич Лопатин؛ ۱۹ مارس ۱۹۳۹ – ۱۷ ژانویه ۲۰۰۴) وزنه‌بردار اهل روسیه بود.
وی در مسابقات کشوری و بین‌المللی در مجموع برندهٔ ۲ مدال نقره شده‌است.